# Kulturlager

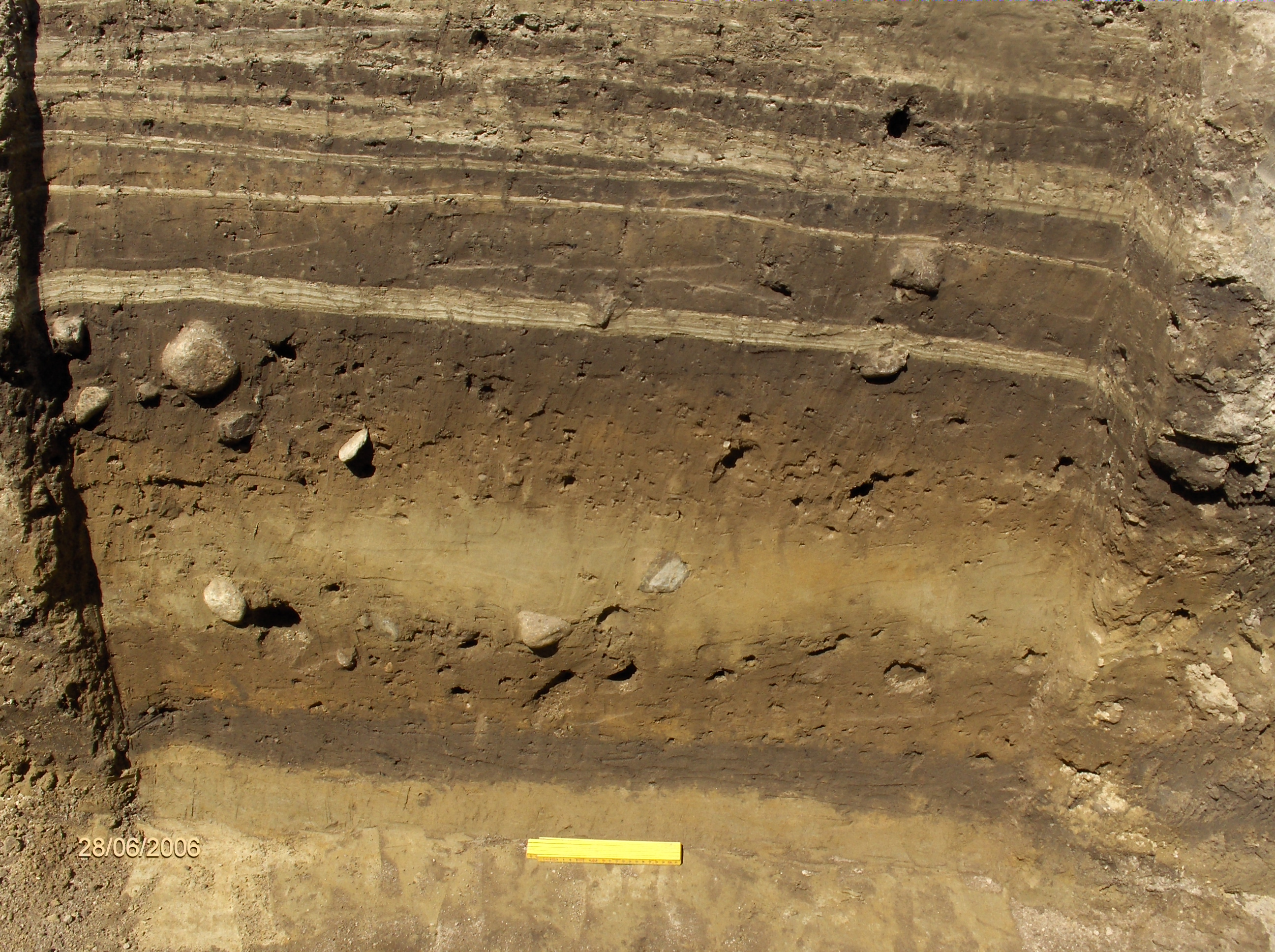
Jordlager i ett schakt i Sogndal, Norge.

Kulturlager är inom arkeologi benämningen på ett jordlager som har lämningar efter och bär spår av mänsklig aktivitet.
Den engelska termen occupation earth betyder ungefär samma sak och definieras, följd av avsättningar som tros vara in situ avsatta på en arkeologisk lokal, innehållande krukskärvor, aska, djurlämningar osv.[källa behövs]
Ett kulturlager är ett fyndförande, kulturavsatt, eller kulturpåverkat stratum (skikt). Kulturlager ska alltså ovillkorligen innehålla lämningar efter aktiviteter som avsatts i lagret. Med strata avses här jordlager och jordmånshorisonter, där de förra utgör depositionella, och de senare postdepositionella bildningar. I Sverige har begreppet främst diskuterats inom den historiska arkeologin som oftare måste hantera komplexa stratigrafier.

## Vanliga lager vid arkeologiska utgrävningar
På platser där ofta bedrivs aktiviteter kommer det översta jordlagret att utgöra ett modernt kulturlager för att man kan finna föremål som har förlorats eller grävts ner eller för att man har brukat jorden. Detta lager kommer oftast att vara omrört till följd av modernt brukande. Dessa moderna aktiviteter kan beröra arkeologiska lager och blanda in äldre fynd i det översta lagret som ofta kallas ploggången på jordbruksmark. Lagret kan också tillföras fynd med massor som påförs marken från andra lokaler. Fynd som görs i matjordslagret saknar därför säker anknytning till en stratigrafi, dvs. de blir ofta lösfynd utan sammanhang.
Om det inte finns mänsklig aktivitet på en plats under lång tid blir det översta lagret oftast steril jord. Även i steril jord kan man hitta till exempel ett mynt men sådana fynd är tillfälliga och av mindre arkeologiskt intresse. Den sterila jorden bildas ofta att vegetationen har brutits ner och bildat ett lager av växtrester som bildar ett nytt jordlager tillsammans med material som deponerats att vind till exempel flygsand.
Under det översta lagret kan det finnas fler kulturlager under varandra så att man får en serie av kulturlager. Det kan också vara bara ett lager med fynd som visar att det har funnits aktiviteter under en period på platsen. Studiet av lagrens inbördes förhållande är av arkeologiskt intresse och när man gör en utgrävning inom arkeologin så kallas detta för stratigrafi när man studerar jordlagrens profil. Ofta finner man många lager i äldre städer och på viktiga kultplatser, där det kan ha varit aktivitet i flera hundra år, medan man på ren landsbygd oftare finner att när en boplats övergavs så blev platsen obebodd så att det finns ett lager steril jord överst. Under kulturlagret eller kulturlagren finner man antingen ett nytt lager med steril jord, eller når man ner till berggrunden. Om man får indikationer på ytan att det finns kulturlager på en plats till exempel genom fynd av bearbetad flinta och keramik så kan man ta ett jordprov på platsen eller så kan man ta upp ett provschakt för att studera platsen lager utan att göra stora ingrepp.

## Tolkning av lagren
Lagren kan vara sterila det vill säga utan fynd och då är de naturlager. Lagren innehåller ibland händelsehorisonter, till exempel lager efter en stadsbrand som markerar händelser i en historisk utveckling. Så kallade fyndhorisonter är de lager där fynd dyker upp, till exempel de lager på en senmesolitisk boplats där erteböllekeramiken dyker upp först. Dateringen med hjälp av lagren kallas kronologisk stratigrafi, och inom dess arbetsområde ingår förutom historiska aspekter också geologiska och markprocesser.

## Stratigrafiska grävningar
Vid en stratigrafisk grävning, kallas också skiktgrävning, grävs lagren ett och ett motsvarande sin utbredning och djup. Detta sätt att gräva skiljer sig från att gräva ut i ett plan då man eftersträvar en plan utgrävningsyta utan att ta hänsyn till olika lagrens individuella historia.
Den stratigrafiska metoden har den fördelen att med slutna kulturskikt grävda för sig får fynden i ett lager en exaktare direkt anknytning till ett visst skikt. Nackdelen består i att tidsåtgången i grävningen blir större än med plangrävningar.

## Olika kulturlager
Torra och våta lager skiljer sig mycket. I våta lager är lufttillträde begränsat och på dessa anaeroba platser finns mindre nedbrytande bakterier så att organiska material bevaras bättre. Perfekta bevarandeförhållanden finns i permafrostlager. Markens kemiska beskaffenhet är också av stor betydelse för bevarande av fynd. Kalkrika jordar med högt PH bevarar benmaterial mycket bättre än surare jordar. Även om kulturlager ibland är svarta så kan de ha annan färg.